# Konstanze Klosterhalfen
Konstanze „Koko“ Klosterhalfen (* 18. Februar 1997 in Bonn) ist eine deutsche Mittel- und Langstreckenläuferin und zweifache Olympiateilnehmerin (2016 und 2021). Ihre größten sportlichen Erfolge sind der Sieg im 5000-Meter-Lauf bei den Europameisterschaften 2022 in München sowie der Gewinn der Bronzemedaille über dieselbe Distanz bei den Weltmeisterschaften 2019 in Doha. Sie hält neben mehreren deutschen Jugend- und Juniorenrekorden sowie europäischen Jugendrekorden auch die deutschen Rekorde im 3000-, 5000- und 10.000-Meter-Lauf sowie den europäischen Hallenrekord im 5000-Meter-Lauf.

## Privates
Konstanze Klosterhalfen wuchs in Königswinter-Bockeroth auf, ihr Vater Bernd ist Rechtsanwalt und ihre Mutter Brigitta Lehrerin. Sie hat zwei Brüder.
In ihrer Jugend war sie Ministrantin und nahm als Model zweimal an der Berlin Fashion Week teil. Nach dem Abitur 2015 am Gymnasium am Oelberg begann sie ein Sportjournalismus-Studium an der Deutschen Sporthochschule Köln.
Ihr Spitzname lautet „Koko“.

## Sportliche Karriere

### Jugendzeit und Olympische Jugend-Sommerspiele (2003–2014)
Im Alter von fünf Jahren nahm Klosterhalfens leichtathletische Laufbahn bei der SSG Königswinter mit allgemeiner Leichtathletik ihren Anfang, 2008 spezialisierte sie sich auf das Laufen mit zunächst zweimal Training in der Woche.
Klosterhalfen gehört seit der Leistungssportreform zum Olympiakader (OK) des Deutschen Leichtathletik-Verbandes (DLV). Zuvor war sie im B-Kader.
Seit Klosterhalfen mit zwölf Jahren 2:38,42 min über 800 Meter lief, verbesserte sie sich kontinuierlich.
2012 nahm Klosterhalfen erstmals an den Deutschen Jugendmeisterschaften teil. Über 800 Meter erreichte sie das Finale der weiblichen Jugend U18 und erzielte dort den siebten Platz. Etwa ein Jahr später konnte sie sich steigern und belegte erneut über die 800-Meter-Strecke bei den Deutschen Jugendmeisterschaften in einer Zeit von 2:07,52 min den zweiten Platz. 2014 sicherte sie sich bei den Deutschen Crosslauf-Meisterschaften über 4,36 km der U18 hinter der überlegenen siegreichen Alina Reh abermals Silber. Später im Jahr wurde Klosterhalfen Deutsche U18-Meisterin im 1500-Meter-Lauf. Ihr erstes bedeutendes internationales Resultat erzielte sie im selben Jahr mit dem vierten Platz über 1500 Meter bei den Olympischen Jugend-Sommerspielen in Nanjing.

### Erste internationale Erfolge und mehrere Juniorenrekorde (2015/2016)
In der Altersklasse U20 wurde sie Deutsche Meisterin über 1500 Meter sowohl bei den Deutschen Jugendhallenmeisterschaften als auch bei den Deutschen Jugendmeisterschaften im Freien. Bei den Aktiven belegte Klosterhalfen jeweils den zweiten Platz hinter Maren Kock. Die erste internationale Medaille des Jahres holte Klosterhalfen im Sommer bei den U20-Europameisterschaften im schwedischen Eskilstuna, wo sie Dritte über 1500 Meter wurde. Im August lief sie bei der Bahnlaufserie in Bergisch Gladbach in einem gemischten Rennen 3000 Meter in 8:53,21 min, womit sie über vier Sekunden schneller war als Ursula Sauer, die 1979 den deutschen U20-Rekord über diese Distanz aufgestellt hatte.
Im November überraschte Klosterhalfen beim Crosslauf in Pforzheim, als sie die zweifache U20-Europameisterin Alina Reh im U20-Rennen in einer knappen Entscheidung bezwang. Damit qualifizierte sie sich auch für die Crosslauf-Europameisterschaften in Hyères. Bei den Crosslauf-Europameisterschaften gewann sie das Juniorinnenrennen und führte damit die deutsche Mannschaft um Alina Reh, Sarah Kistner und Franziska Reng zum Sieg in der Teamwertung.

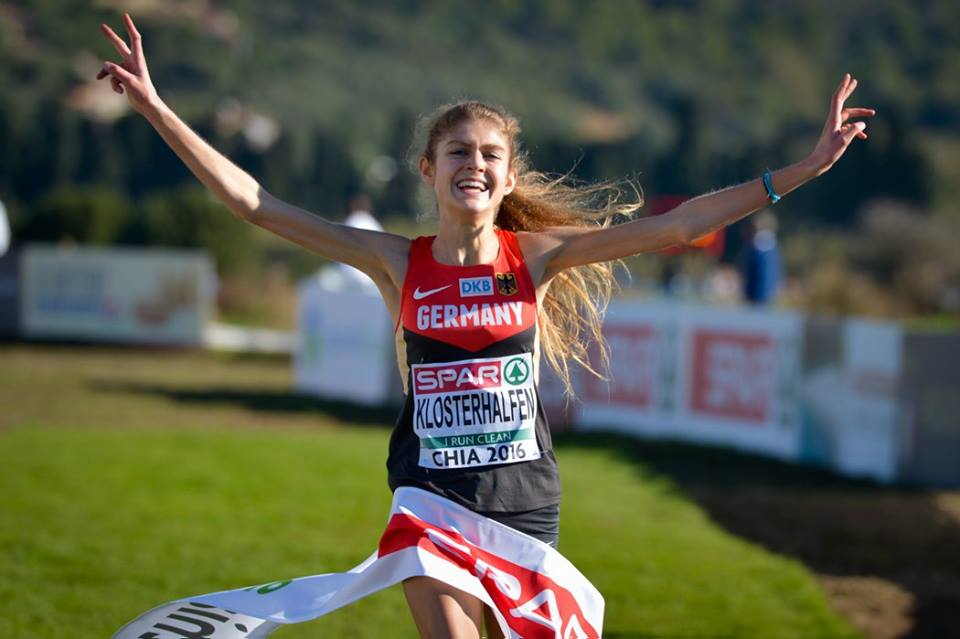
Klosterhalfen siegt bei den Cross-Europameisterschaften in Chia auf Sardinien

Am 6. Februar 2016 stellte Klosterhalfen beim Indoor-Meeting in Karlsruhe mit einer Zeit von 4:08,38 min einen Halleneuroparekord über 1500 Meter in der Altersklasse U20 auf. Am 21. Februar gewann sie bei den Deutschen Jugendhallenmeisterschaften den Meistertitel über 800 Meter und verbesserte mit der Siegerzeit von 2:03,37 min den 36 Jahre alten deutschen U20-Hallenrekord. Am 28. Februar siegte sie bei den Deutschen Hallenmeisterschaften in Leipzig im 3000-Meter-Lauf und errang damit ihren ersten Titel in der Aktivenklasse. Mit ihrer Siegerzeit von 8:56,36 min stellte sie einen neuen Halleneuroparekord in der Altersklasse U20 auf, den zuvor die Polin Sofia Ennaoui (9:06,27 min) gehalten hatte. Anfang März gewann Klosterhalfen den 10-Kilometer-Straßenlauf „Rund um das Bayer-Kreuz“ in Leverkusen und lief in 32:24 min deutschen U20-Rekord.
Am 20. Mai 2016 stellte Klosterhalfen in Ostrava beim Golden Spike Meeting mit 4:06,91 min über 1500 Meter erneut eine persönliche Bestzeit auf und schaffte die Olympianorm. Wenig später wurde sie in Kassel Deutsche Meisterin. Dank der erreichten Norm sicherte sie sich die Teilnahme an den Olympischen Spielen in Rio de Janeiro, wo sie mit 4:07,26 min als Zehnte in ihrem Vorlauf ausschied. Bei den Juniorenweltmeisterschaften in Bydgoszcz gewann sie mit deutschem U20-Rekord die Bronzemedaille über 3000 Meter. Zum Jahresende war sie die überragende U20-Läuferin bei den Cross-Europameisterschaften in Chia auf Sardinien und holte sich mit großem Vorsprung die Goldmedaille. Mit dem deutschen U20-Team gewann sie zudem Silber.

### Gold bei der Team-Europameisterschaft und Junioreneuropameisterin (2017)
Über 3000 Meter stellte Klosterhalfen am 4. Februar beim Karlsruher Indoor-Meeting mit 8:51,75 min eine persönliche Bestzeit auf und hatte damit auch die Norm für die Halleneuropameisterschaften in Belgrad erfüllt. In Leipzig wurde sie ebenfalls mit persönlicher Bestleistung über 1500 Meter in 4:04,91 min Deutsche Hallenmeisterin. Sie schaffte auch hier deutlich die Norm für Belgrad, wo sie sich nur der britischen Rekordhalterin Laura Muir geschlagen geben musste und Hallenvizeeuropameisterin wurde. Dabei stellte Klosterhalfen einen neuen deutschen U23-Hallenrekord auf, indem sie ihren eigenen über 1500 Meter auf 4:04,45 min verbesserte.
Die 2. Lange Laufnacht – Runners Track Night am 19. Mai 2017 in Karlsruhe war für Klosterhalfen auch sehr erfolgreich: Die Leverkusenerin unterbot mit 14:51,38 min im 5000-Meter-Lauf den U23-Rekord (14:59,01 min) von Kathrin Ullrich aus dem Jahr 1989 und belegte nun Platz zwei in der ewigen DLV-Bestenliste der Frauen hinter der deutschen Rekordlerin Irina Mikitenko (14:42,03 min).
Zudem unterbot Klosterhalfen die Norm (15:22,00 min) für die Weltmeisterschaften in London um eine halbe Minute. Eine weitere Norm für die Weltmeisterschaften schaffte sie am 3. Juni bei der Laufgala in Pfungstadt mit persönlicher Bestzeit über 800 Meter und blieb mit 1:59,65 min auch erstmals unter zwei Minuten. Fünf Tage später hatte Klosterhalfen Erfolg beim Diamond-League-Meeting in Rom am 8. Juni, indem sie über 1500 Meter mit 3:59,30 min nicht nur eine persönliche Bestleistung lief und eine weitere Norm für die Weltmeisterschaften erfüllte, sondern auch einen neuen deutschen U23-Rekord aufstellte und als sechste deutsche Mittelstrecklerin die Vier-Minuten-Grenze über 1500 Meter unterbot.
Somit war sie die weltweit jüngste Läuferin, die das „Triple“ von 800 Metern unter 2 Minuten, 1500 Metern unter 4 Minuten und 5000 Metern unter 15 Minuten schaffte.
Vom DLV wurde sie für die Team-Europameisterschaft 2017 nominiert und trat dort im 1500-Meter-Lauf an. Ihren Wettbewerb gewann sie vor Angelika Cichocka aus Polen und Natalija Pryschtschepa aus der Ukraine. Mit der deutschen Mannschaft wurde sie Team-Europameisterin. Bei den Deutschen Meisterschaften in Erfurt verteidigte sie ihren Titel aus dem Vorjahr und unterbot mit 3:59,58 min den 40 Jahre alten Meisterschaftsrekord von Jan Merrill um fast sieben Sekunden. Am 16. Juli siegte sie bei den U23-Europameisterschaften in Bydgoszcz in 4:10,30 min über die 1500 Meter.
Für die Weltmeisterschaften in London nominierte der Deutsche Leichtathletik-Verband sie im 1500- und im 5000-Meter-Lauf. Nach dem 1500-Meter-Vorlauf gab sie bekannt, dass sie auf einen Start über die 5000 Meter verzichte. Über 1500 Meter schied sie im Halbfinale aus, nachdem sie nach einem Ausreißversuch zwei Runden vor Schluss das Tempo nicht hatte halten können und auf der letzten Runde von mehreren Läuferinnen überspurtet worden war. Bei der Team-Europameisterschaft und den U23-Europameisterschaften hatte Klosterhalfen mit dieser Taktik noch erfolgreich das Feld gesprengt.
Am 20. August 2017 belegte Klosterhalfen im 3000-Meter-Rennen beim British Athletics Birmingham Grand Prix in 8:29,89 min den zweiten Platz hinter der Niederländerin Sifan Hassan. Mit ihrer Zeit unterbot sie den fast 18 Jahre alten deutschen Rekord von Irina Mikitenko um eine halbe Sekunde. Am 27. August lief sie beim ISTAF in Berlin über 1500 Meter 3:58,92 min, womit sie nicht nur erneut eine persönliche Bestzeit aufstellte, sondern auch ihren eigenen deutschen U23-Rekord unterbot
Bei den Crosslauf-Europameisterschaften am 10. Dezember 2017 im slowakischen Šamorín gewann sie hinter Alina Reh die Silbermedaille im U23-Rennen. Zusammen mit Reh und Anna Gehring erreichte sie außerdem den zweiten Platz in der Mannschaftswertung.

### Weitere Deutsche Meistertitel und deutscher Hallenrekord (2018)

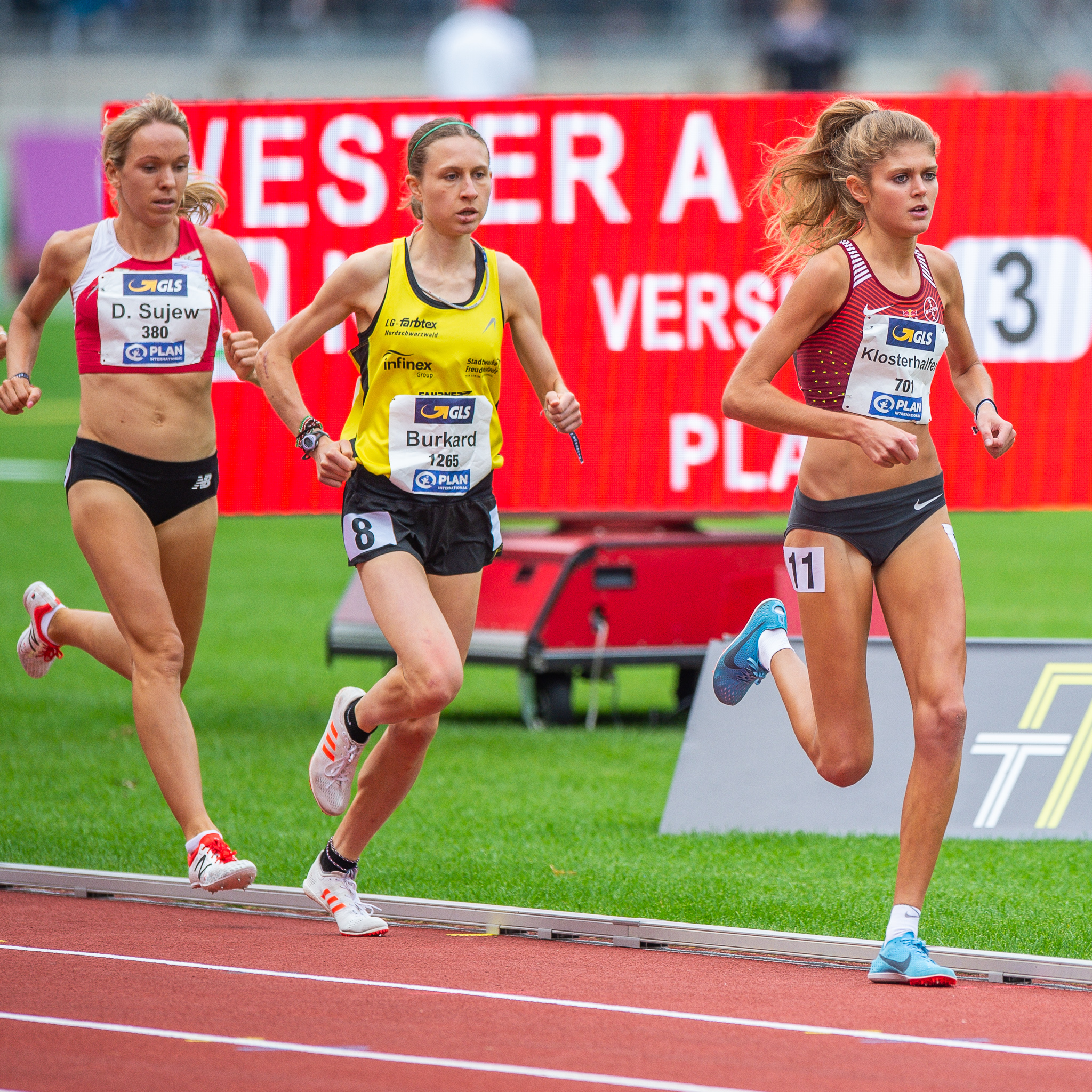
Klosterhalfen 2018 auf dem Weg zum deutschen Meistertitel über 1500 Meter vor Elena Burkard und Diana Sujew

Beim Indoor Meeting Karlsruhe verbesserte Klosterhalfen am 3. Februar 2018 diesmal ihre Hallenbestzeit über 1500 Meter hinter der Äthiopierin Genzebe Dibaba auf 4:04,00 min und verpasste damit den deutschen Hallenrekord von 4:03,64 min nur knapp. Fünf Tage später nahm sie diese Zeit beim Indoor-Meeting in Madrid erneut in Angriff, konnte sich in 4:04,72 min aber nicht verbessern. Am 18. Februar trat Klosterhalfen bei den Deutschen Hallenmeisterschaften in Dortmund über 3000 Meter an. Nach dem Auftaktkilometer, der hochgerechnet auf eine Zeit von 8:45 min hindeutete, konnte sie ihr Tempo im Rennverlauf weiter steigern und distanzierte auch die ihr zunächst folgende Gesa Krause deutlich. Mit der Endzeit von 8:36,01 min unterbot sie den deutschen Hallenrekord von Kathrin Ullrich aus dem Jahr 1988 um mehr als fünf Sekunden. Sie ist damit auch die schnellste U23-Läuferin Europas über die 3000 Meter, nie war eine Läuferin ihrer Altersklasse schneller über diese Distanz. In der ewigen Bestenliste der Erwachsenen steht Klosterhalfen damit in Europa an elfter Stelle und auf dem 22. Platz in der ewigen Weltrangliste. Den 3000-Meter-Lauf bei den Hallenweltmeisterschaften in Birmingham beendete sie in 8:51,79 min auf dem siebten Rang. In der Vorbereitung auf die Freiluftsaison wurde Klosterhalfen durch eine Knieverletzung fast acht Wochen im Training stark beeinträchtigt und konnte im Mai vier Wochen gar nicht laufen. Im ersten Rennen nach der Verletzung erreichte Klosterhalfen Mitte Juli mit 15:19,93 min bei einem Meeting im belgischen Kortrijk die EM-Norm über 5000 Meter, eine Woche später holte sie sich bei den Deutschen Meisterschaften zum vierten Mal hintereinander den Meistertitel über 1500 Meter und war mit 4:06,34 min 17 Hundertstelsekunden schneller als die persönliche Bestleistung laufende Elena Burkard. Bei den Europameisterschaften in Berlin trat sie am 12. August über 5000 Meter an und wurde nach Disqualifikation der zunächst vor ihr platzierten Israelin Lonah Chemtai Salpeter Vierte. Knapp einen Monat später belegte Klosterhalfen beim Continental Cup in Ostrava mit der europäischen Mannschaft den zweiten Rang, wozu sie durch einen vierten Platz im Einzel über 3000 Meter beitrug.

### Training in den USA und Bronze bei den Weltmeisterschaften in Doha (2019)

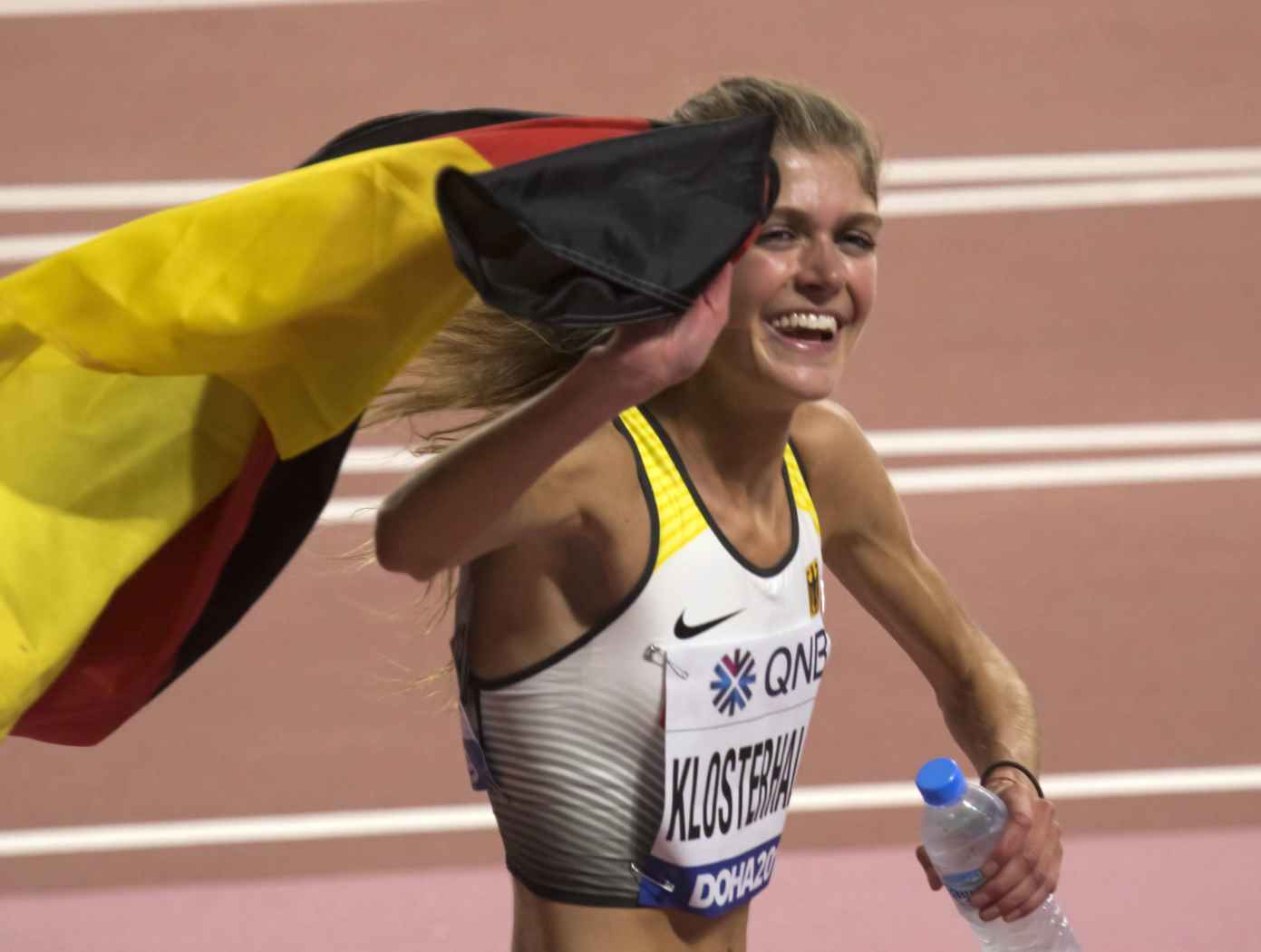
Klosterhalfen nach dem Gewinn der Bronzemedaille bei den Weltmeisterschaften 2019 in Doha

Nach Verlagerung ihres Trainingsschwerpunkts in die USA gewann Klosterhalfen am 26. Januar 2019 den 5000-Meter-Lauf im Rahmen des New Balance Indoor Grand Prix in 15:15,80 min vor der US-Amerikanerin Jenny Simpson. Am 9. Februar entschied sie auch die 1 Meile bei den Millrose Games in New York City mit einer Zeit von 4:19,98 min für sich und blieb damit über acht Sekunden unter der mehr als 30 Jahre alten deutschen Hallenbestleistung von Vera Michallek. Zusätzlich unterbot sie mit ihrer 1500-Meter-Durchgangszeit von 4:02,70 min den deutschen Hallenrekord über diese Distanz um knapp eine Sekunde. Eine Woche später verbesserte sie bei den Deutschen Hallenmeisterschaften in Leipzig als Siegerin über 3000 Meter ihren eigenen deutschen Hallenrekord auf 8:32,47 min. Bei den Halleneuropameisterschaften Anfang März in Glasgow gewann Klosterhalfen mit 8:34,06 min über 3000 Meter die Silbermedaille hinter der Britin Laura Muir. Am 30. Juni lief sie beim Prefontaine Classic in Stanford als Zweitplatzierte hinter der Niederländerin Sifan Hassan in 8:20,07 min einen neuen deutschen Rekord über 3000 Meter. Während Hassan einen Europarekord aufstellte, blieb auch Klosterhalfen unter der alten Bestmarke von Gabriela Szabo (8:21,42 min), in der Allzeitbestenliste drang sie zu diesem Zeitpunkt auf den sechsten Rang vor.
Anfang August 2019 gewann Klosterhalfen bei den Deutschen Meisterschaften im Alleingang über 5000 Meter in 14:26,76 min, womit sie den bisherigen deutschen Rekord von Irina Mikitenko aus dem Jahr 1999 (14:42,03 min) verbesserte und ihre zwei Jahre alte Bestzeit (14:51,38 min) unterbot. Am 18. August feierte sie bei der Diamond League Meeting in Birmingham ihren ersten Sieg dieser Leichtathletik-Serie. Zudem gelang ihr mit 4:21,11 min über die Meile ein weiterer nationaler Rekord, was zugleich Meeting-Rekord bedeutete. Im Oktober wurde sie Dritte über die 5000 Meter bei den Weltmeisterschaften in Doha.

### Weitere Rekorde und Olympische Spiele in Tokio (2020/2021)
Am 8. Februar 2020 startete Klosterhalfen wieder bei den Millrose Games in der Stadt New York und steigerte ihre eigene deutsche Hallenbestleistung über die Meile um zweieinhalb Sekunden auf 4:17,26 min, wobei sie auch ihren nationalen Rekord über die 1500 Meter um fast drei Sekunden auf 3:59,87 min verbesserte, und damit die Strecke in der Halle erstmals unter vier Minuten bewältigte. Am 27. Februar gewann Klosterhalfen beim Hallenmeeting Last-Chance-Invitational in Boston die 5000 Meter in 14:30,79 min und stellte einen neuen Halleneuroparekord auf der selten gelaufenen Strecke auf. Sie verbesserte den 1999 aufgestellten Rekord der Rumänin Gabriela Szabo (14:47,35 min) um mehr als 16 Sekunden. Am 17. Juli steigerte Klosterhalfen in Portland, Oregon, beim Bigger Friendly Meet ihre Bestzeit über 1000 Meter auf 2:37,05 min und verbesserte damit auch den fast 46 Jahre alten Vereinsrekord beim TSV Bayer 04 Leverkusen.
Im August 2020 hatte Klosterhalfen eine Überlastungsreaktion in der Beckenregion.
Obwohl noch im Aufbautraining aufgrund der vorjährigen Beckenverletzung stellte Klosterhalfen bei ihrem ersten Wettkampf über 10.000 Meter am 27. Februar 2021 mit 31:01,71 min beim Saisonauftakt zum Freiluft-Meeting „The Texas Qualifier“ in Austin, Texas, einen neuen deutschen Rekord auf; der Vorherige (31:03,62 min) war im Jahr 1991 von Kathrin Ullrich aufgestellt worden. Mit der Rekordzeit unterbot Klosterhalfen klar die Norm von 31:25,00 min für die Olympischen Spiele in Tokio. Dort kam sie beim 10.000-Meter-Lauf mit 31:01,97 min als 8. ins Ziel. Am 17. September unterbot Klosterhalfen beim Flutlichtmeeting in Trier mit 5:34,53 min den 36 Jahre alten Rekord über 2000 Meter (5:37,62 min) von Ulrike Bruns um gut drei Sekunden.

Bei den Crosslauf-Europameisterschaften 2021 holte sie Dezember in der irischen Hauptstadt Dublin in der Teamwertung (mit Céline Kaiser, Alina Reh, Domenika Mayer und Vera Coutellier) die Silbermedaille für Deutschland.

### Europameisterin und erster Halbmarathon (seit 2022)

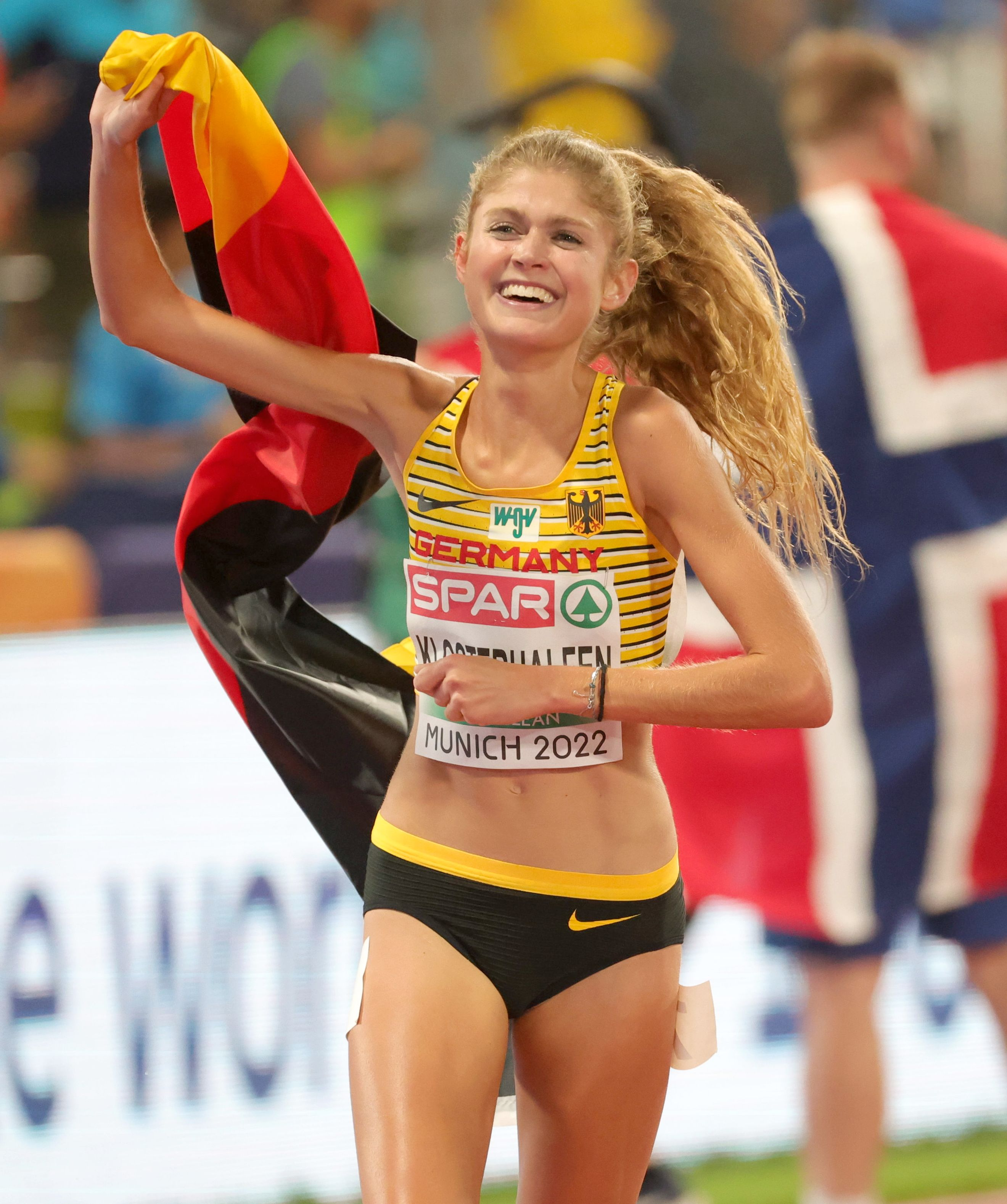
Klosterhalfen nach dem Goldmedaillengewinn bei den Europameisterschaften 2022 in München

Nach einem Sturz im Januar und dadurch entstandener Oberschenkelverletzung brach Klosterhalfen die Hallensaison 2022 ab.
Nach einer Coronainfektion schied Klosterhalfen bei den Weltmeisterschaften im Juli 2022 in Eugene über die 5000-Meter-Distanz mit einer Zeit von 15:17,78 min im Vorlauf aus dem Wettbewerb aus. Bei den Europameisterschaften im August 2022 in München wurde Klosterhalfen Europameisterin über 5000 Meter in 14:50,47 min. Im 10.000-Meter-Lauf landete sie im selben Wettbewerb mit 31:05 min dreieinhalb Sekunden oberhalb ihrer eigenen Bestleistung auf Platz vier – ihre Wunschzielzeit liegt bei 30:30 Minuten.
Bei ihrem Debüt auf der Halbmarathondistanz gewann sie den Valencia-Halbmarathon in einer Zeit von 1:05:41 h.
Mitte Februar startete Klosterhalfen bei den Deutschen Hallenmeisterschaften in Dortmund, wo sie auf ihre Konkurrentin Hanna Klein traf. Im Finale des 3000-Meter-Laufs setzte sie sich zusammen mit Klein vom Hauptfeld ab, blieb bis zum Ziel in Führung und holte sich die Goldmedaille in einer Zeit von 8:34,89 min. Klein (Silbermedaille) erreichte zwei Sekunden hinter ihr das Ziel. Die Bronzemedaillengewinnerin, Lea Meyer, erreichte 14 Sekunden nach Klein das Ziel.
Knapp zwei Wochen später, bei den Halleneuropameisterschaften in Istanbul, trat Klosterhalfen erneut gegen Team-Mitglied Klein an – in einer Dreiergruppe setzten sich die beiden DLV-Läuferinnen nach etwas mehr als vier Minuten vom übrigen Feld ab, zusammen mit der Britin Melissa Courtney-Bryant, die bis etwa drei Runden vor dem Zieleinlauf der beiden Deutschen mithalten konnte. Auf den letzten 100 Metern musste Klosterhalfen Klein ziehen lassen und sicherte sich die Silbermedaille hinter Klein (Gold) und vor Courtney-Bryant (Bronze) in einer Zeit von 8:36,50 min.
2024 verpasste Klosterhalfen eine Teilnahme an den Freiluft-Europameisterschaften und den Olympischen Spielen in Paris, ehe sie im Dezember bei den Crosslauf-Europameisterschaften Silber hinter der Italienerin Nadia Battocletti gewann.
2025 gelang ihr ein Auftakt nach Maß. Am 24. Mai trat sie in Laredo zu einem Straßenlauf an, wo sie als Siegerin mit 30:46 min den deutschen Rekord über die 10 km von Melat Kejeta um eine Sekunde verbesserte.

## Vereinszugehörigkeiten und Trainer
Klosterhalfen trat bis 2007 für die SSG Königswinter an und startet seit 2008 für den TSV Bayer 04 Leverkusen. Dort wurde sie in der U16 von Sigrid Bühler trainiert; von 2012 an war der in der Vergangenheit selbst als Mittelstreckenläufer aktive Sebastian Weiß ihr Trainer. In den USA lief Klosterhalfen bis Anfang 2023 für Nike und trainierte auf dem Nike Campus bei Pete Julian. Im April 2023 wechselte sie offiziell zu Puma und ihrem neuen Trainer Alistair Cragg. Auf nationaler Ebene startet Klosterhalfen weiterhin für Leverkusen, wo Weiß ihr Trainer ist.

### Nike Oregon Project
Ende November 2018 wurde bekannt, dass Klosterhalfen sich von Weiß trennt und künftig im US-amerikanischen Portland im Umfeld des Nike Oregon Projects (NOP) trainiert. Klosterhalfen war vorerst nicht Bestandteil des Projekts, wurde aber von Assistenztrainer Pete Julian betreut.
Ende April 2019 wurde sie schließlich offiziell Projektmitglied. Das neue Trainingsumfeld ist umstritten. NOP-Cheftrainer Alberto Salazar wurde Anfang Oktober 2019 von der USADA aufgrund Verstößen gegen Anti-Doping-Bestimmungen für vier Jahre gesperrt, die IAAF-Akkreditierung wurde ihm entzogen. Gegen den ehemaligen Marathonläufer hatte es bereits in der Vergangenheit Dopingvorwürfe gegeben.
Der DLV wies daraufhin Doping-Anschuldigungen gegen Klosterhalfen zurück: „Trotz intensiver Kontrollen gab es bei ihr keine Beanstandungen und sie lehnt jede unerlaubte Methode ab.“ Klosterhalfens Management teilte mit, dass sie von Assistenztrainer Julian betreut werde und „entschieden gegen jegliche Art von verbotenen Substanzen“ sei.
Im Oktober 2019 beendete Nike das umstrittene Projekt. Klosterhalfen war bis zu ihrem Wechsel im April 2023 weiterhin in der Gruppe, die nunmehr von Pete Julian trainiert wird.

## Kritik an Körpergewicht
Klosterhalfen geriet in der Vergangenheit wegen ihres geringen Körpergewichts in den Fokus der Presse. Auch in dem Dokumentarfilm Hungern für Gold (2023) wurde auf ihr kritisches Untergewicht aufmerksam gemacht.

## Bestleistungen
(Stand 1. Januar 2023)
| Disziplin | Zeit in min | Ort           | Datum            |
| --------- | ----------- | ------------- | ---------------- |
| 800 m     | 02:03,37    | Dortmund      | 21. Februar 2016 |
| 1500 m    | 03:59,87    | New York City | 8. Februar 2020  |
| 1 Meile   | 04:17,26    | New York City | 8. Februar 2020  |
| 3000 m    | 08:32,47    | Leipzig       | 26. Februar 2019 |
| 5000 m    | 14:30,79    | Boston        | 27. Februar 2020 |

| Disziplin       | Zeit in min/h | Ort        | Datum              |
| --------------- | ------------- | ---------- | ------------------ |
| 800 m           | 0 1:59,65     | Pfungstadt | 3. Juni 2017       |
| 1000 m          | 0 2:37,05     | Portland   | 17. Juli 2020      |
| 1500 m          | 0 3:58,92     | Berlin     | 27. August 2017    |
| 1 Meile         | 0 4:21,11     | Birmingham | 18. August 2019    |
| 2000 m          | 0 5:34,53     | Trier      | 17. September 2021 |
| 3000 m          | 0 8:20,07     | Stanford   | 30. Juni 2019      |
| 2 Meilen        | 0 9:16,73     | Eugene     | 27. Mai 2022       |
| 5000 m          | 0 14:26,76    | Berlin     | 3. August 2019     |
| 10.000 m        | 0 31:01,71    | Austin     | 27. Februar 2021   |
| 5 km Straße     | 0 14:52       | Barcelona  | 31. Dezember 2022  |
| 10 km Straße    | 0 30:46       | Laredo     | 24. Mai 2025       |
| Halbmarathon    | 1:05:41       | Valencia   | 23. Oktober 2022   |
| 4 × 400 m Mixed | 0 3:49,13     | Portland   | 17. Juli 2020      |

## Erfolge
National
- 2013: Deutsche U18-Vizemeisterin (800 m)
- 2014: Deutsche U20-Hallenvizemeisterin (1500 m)
- 2014: Deutsche U18-Meisterin (1500 m)
- 2015: Deutsche Hallenvizemeisterin (1500 m)
- 2015: Deutsche U20-Hallenmeisterin (1500 m)
- 2015: Deutsche U20-Meisterin (1500 m)
- 2015: Deutsche Vizemeisterin (1500 m)
- 2016: Deutsche Hallenmeisterin (3000 m)
- 2016: Deutsche U20-Hallenmeisterin (800 m)
- 2016: Deutsche Meisterin (1500 m)
- 2017: Deutsche Hallenmeisterin (1500 m und 3 × 800 m)
- 2017: Deutsche Meisterin (1500 m)
- 2018: Deutsche Hallenmeisterin (3000 m)
- 2018: Deutsche Meisterin (1500 m)
- 2019: Deutsche Hallenmeisterin (3000 m)
- 2019: Deutsche Meisterin (5000 m)
- 2023: Deutsche Hallenmeisterin (3000 m)

International
- 2014: 4. Platz Olympische Jugend-Sommerspiele (1500 m)
- 2014: 3. Platz Crosslauf-Europameisterschaften (U20) (Team)[78]
- 2015: Crosslauf-Europameisterin (U20) (Einzel und Team)
- 2015: 3. Platz U20-Europameisterschaften (1500 m)
- 2016: Crosslauf-Europameisterin (U20) (Einzel)
- 2016: 16. Platz: Olympische Spiele (1500 m)
- 2016: 3. Platz U20-Weltmeisterschaften (3000 m)
- 2017: Hallenvizeeuropameisterin (1500 m)
- 2017: Team-Europameisterin
- 2017: U23-Europameisterin (1500 m)
- 2017: Crosslauf-Vizeeuropameisterin (U23) (Einzel und Team)
- 2018: 4. Platz Europameisterschaften (5000 m)
- 2018: 2. Platz Continental Cup (Europäische Mannschaft, 4. Platz 3000 m)
- 2019: Hallenvizeeuropameisterin (3000 m)
- 2019: 3. Platz Weltmeisterschaften (5000 m)
- 2021: 8. Platz: Olympische Spiele (10.000 m)
- 2022: Europameisterin (5000 m)
- 2023: 2. Platz Halleneuropameisterschaften (3000 m)

## Auszeichnungen
- Jugend-Leichtathletin des Jahres 2016
- „Felix“ als NRW-Sportlerin des Jahres 2019[79]
- „Newcomerin des Jahres“ bei der Wahl zum Sportler des Jahres aus Nordrhein-Westfalen 2016
- Sportlerin des Jahres 2017 des General-Anzeigers[80]